# Schnigge

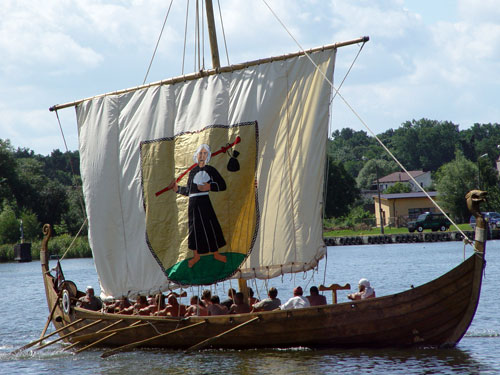
Die Morąg, polnische Rekonstruktion einer Schnigge

Mit Schnigge (Snigge, Snekja, Snekke) oder Schnicke wird ein offener, flachgehender und meist schneller Segelschiffstyp bezeichnet, der sich seit der Eisenzeit in Nordeuropa entwickelte.

## Geschichte

Einmastige Schnigge um 1800

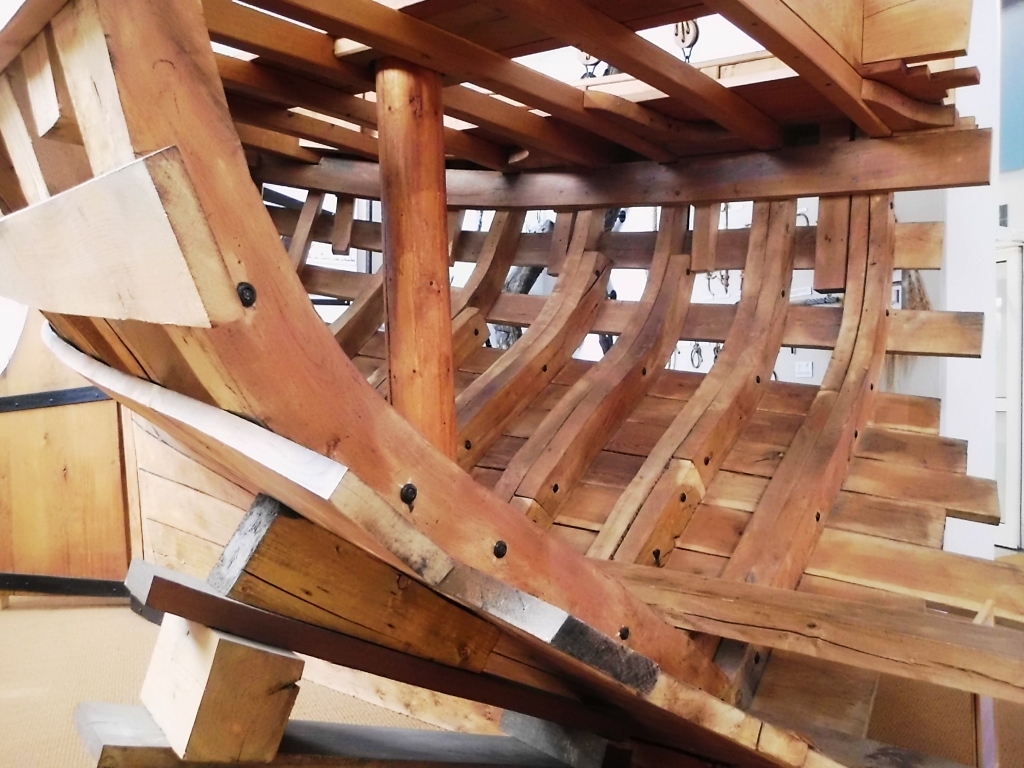
1:1-Modell des Hinterschiffes einer Eiderschnigge

In der Wikingerzeit war die Schnigge ein schnelles, einmastiges Segelschiff mit geringem Tiefgang von etwa 30 Metern Länge, das zusätzlich mit etwa 40 Riemen gerudert werden konnte. An Bord war eine Besatzung von bis zu 90 Mann. Die Schnigge zählte zu den Langschiffen; eine fahrtüchtige Rekonstruktion dieses Typs existiert in Polen.
In der Zeit der Hanse wurde die Schnigge als kleines, schnelles Kriegs- und Depeschenschiff verwendet. Verbreitung fand sie in Skandinavien, im Baltikum, in Polen und in Deutschland. Zu den bekanntesten historischen Schniggen zählt die Hamburger Bunte Kuh, auf der Simon von Utrecht 1400–1401 die Vitalienbrüder Klaus Störtebeker und Gödeke Michels festsetzte.
Im 18. und 19. Jahrhundert wurden in Deutschland mit Schnigge regional unterschiedliche, ein- oder anderthalbmastige Schiffstypen bezeichnet, darunter die Kuff, ein ostfriesischer Küstensegler, und die Eiderschnigge. Es waren flachgehende Boote mit geringem Tiefgang und Seitenschwertern, die als Frachttransporter oder Fischerboot Verwendung fanden. Vor dem feststehenden Mast führten sie bis zu drei Vorsegel, das Großsegel war gaffelgetakelt.